# Микулинский, Владимир Андреевич
Князь Владимир Андреевич Микулинский (ум. 1509) — воевода и боярин на службе у московских князей Ивана III и Василия III.
Представитель князей Микулинских, младшей ветви правившей в Твери отрасли Рюриковичей. Внук князя Бориса Александровича, последнего удельного князя Микулинского. После присоединения тверского княжества к московскому в 1485 году его отец князь Андрей Борисович, известного по летописи, в том, что в 1477 году послан от Тверского князя в село Лотышино звать Государя в Тверь, перешёл на службу Ивану III, получив боярство и Дмитров в вотчину. Имел младших, бездетных братьев, князей: Василий Андреевич, Юрий Андреевич и Иван Андреевич Пунко-Лугвица состояли на службе у московских князей.

## Биография

### Служба у Ивана III
В 1489 году первый воевода, командовал полком правой руки во время похода на Вятку.
Во время русско-литовской войны 1487—1494 гг.: в 1492 году в составе большого полка под командованием Д. Д. Холмского участвовал третьим воеводой Большого полка в походе к Новгороду-Северскому.
В 1494 году первый воевода, водил полк левой руки из Твери в Литву. В этом же году вновь первый воевода войск правой руки в походе на Вятку.
В 1495 году участвовал в походе Ивана III на Новгород, где упоминается, как тверской боярин (боярин особого Тверского двора). В этом же году пожалован в московские бояре.
Во время русско-литовской войны 1500—1503 гг.: в 1500 году первый воевода, возглавлял полк левой руки в походе к Ростиславлю и принял участие в битве при Ведроши.
В 1501—1502 годах участвовал в походах на Ливонский орден. В 1501 году четвёртый воевода в походе в Тверь для литовского похода с сыном Государя. В 1502 году по первому наряду первый воевода войск левой руки в походе из Новгорода к Пскову, а по второму — второй воевода войск правой руки в походе из Пскова против лифляндцев, коих в ноябре разбили в сражении у озера Смолино (сов. Городищенское), возвратившись с множественными военными трофеями.
В 1503 году участвовал первым воеводою войск левой руки во втором походе из Твери к Новгороду на Великое княжество литовское и Лифляндию.

### Служба у Василия III
Во время русско-казанской войны 1505—1507 гг. в апреле 1506 года принял участие третьим воеводою войск правой руки в неудачном походе на Казань в составе судовой рати. Данное событие отражено с изображением князя Владимира Андреевича в книжной миниатюре Лицевого летописного свода Ивана Грозного.
В 1507 году третий воевода Большого полка посланного в помощь Стародубским князьям против литовцев.
В 1508 году в качестве третьего воеводы большого полка отправлен из Вязьмы на помощь Дорогобужу, участвует в походе на Литву.
В 1509 году второй воевода войск правой руки в походе на Казанское ханство.
Умер в 1509 году.
По родословной росписи показан бездетным. Его супруга, вдова княгиня Анна, после смерти мужа в 1539/40 году получила в поместье часть бывшей вотчины мужа в Микулинском стане Тверского уезда: 2 села, волостку и 94 деревни с 1887 четвертями земли.